# Baume d'Échenoz
La baume d'Échenoz (ou grotte de la Baume) est une cavité naturelle située dans la commune d'Échenoz-la-Méline, au sud de Vesoul, en Haute-Saône, en Franche-Comté. Fouillée depuis le début du XIXe siècle, elle a livré des restes fossiles et des outils lithiques du Moustérien. La grotte fait partie du Réseau de cavités à rhinolophes de Vesoul et est classée réserve naturelle régionale depuis 2015.

## Historique
La baume d'Échenoz est connue comme gisement paléontologique depuis 1827 et les fouilles de E. Thirria. Des fouilles sauvages ont été effectuées pendant la majeure partie du XIXe siècle, au point que Michel Campy et J.-F. Piningre l'ont qualifiée de « site martyr ». Ces derniers ont été chargés par Jacques-Pierre Millotte, directeur des antiquités préhistoriques de Franche-Comté, de mener des fouilles de 1969 à 1974.

## Description
La baume d'Échenoz s’ouvre à 325 mètres d'altitude par plusieurs entrées au pied d’une falaise datant du Bajocien. Elle est constituée d’une succession de salles et de galeries formant un réseau de plus de 300 mètres de développement.

## Paléolithique

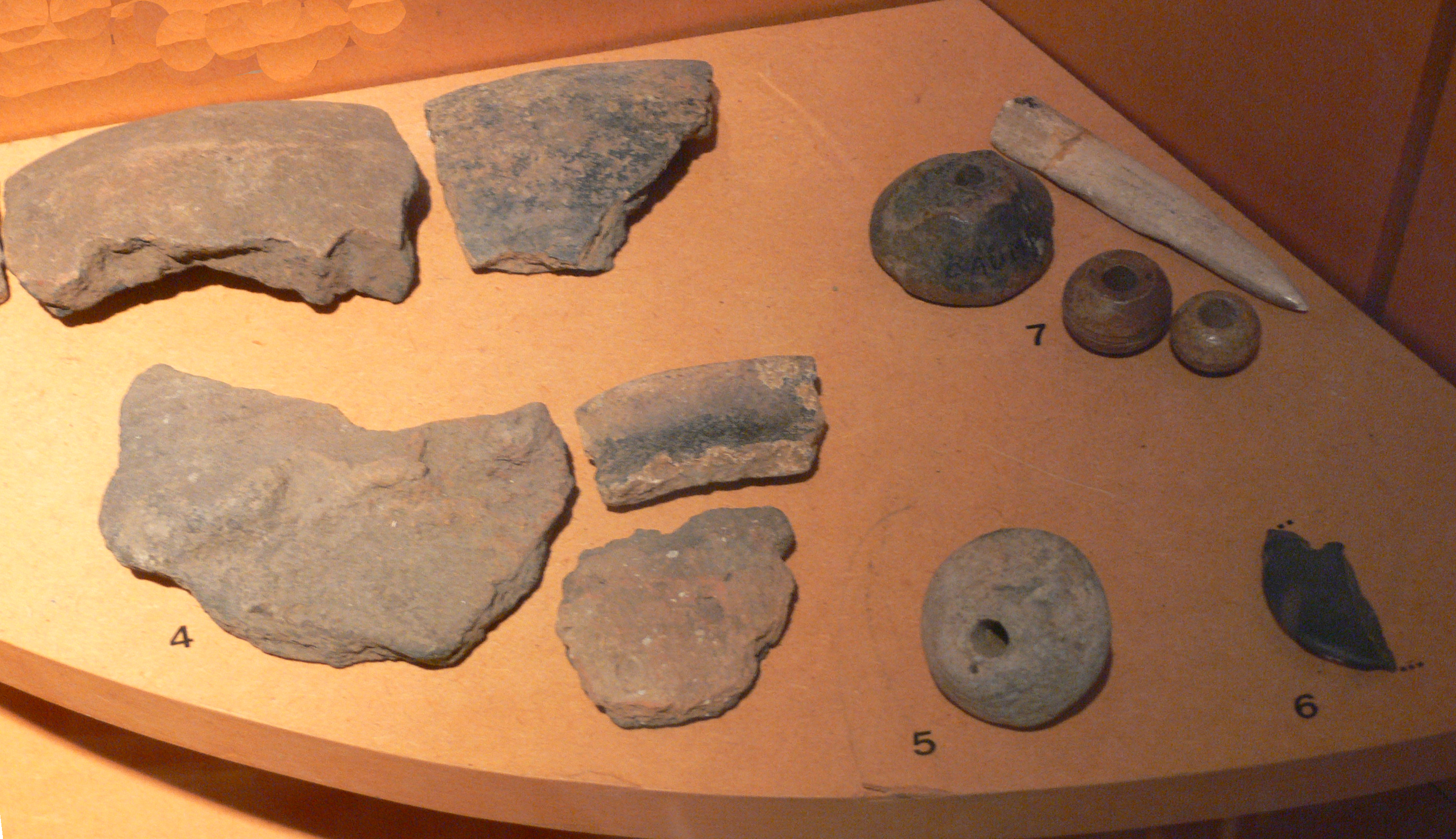
Vestiges trouvés dans la baume d'Échenoz

Neuf niveaux de stratigraphie ont été mis en évidence. Un outillage lithique moustérien a été trouvé dans presque toutes les couches, dont notamment les couches II et V, montrant une occupation continue de la grotte au Paléolithique moyen récent (glaciation de Würm).
Au Paléolithique, les ursidés représentent 92 % des ossements trouvés. Des ossements d'animaux comme le mammouth, le rhinocéros, la hyène, l'aurochs ont aussi été mis au jour en grande quantité.

## Âge du bronze
Dans la galerie sud, une occupation de l'Âge du bronze final III a été mise en évidence (fragments de poterie, couteau, épingle à tête de bronze).

## Site naturel
Le site sert de gite à de nombreuses chauve-souris. Depuis 1938, 13 espèces ont pu être identifiées et plusieurs dizaines d'individus fréquentent la grotte tout au long de l'année. En automne, lors de leur période de transit, plusieurs centaines de Minioptères de Schreibers y séjournent. En hiver, c’est un site d’hibernation important pour le Grand rhinolophe, avec des effectifs moyens d’une cinquantaine d’individus, et pour le Petit rhinolophe, avec des effectifs moyens d’une quinzaine d’individus. Afin de mieux protéger les chauve-souris, l’accès aux parties souterraines de la Réserve est interdit au public toute l’année. Le milieu souterrain est un milieu évoluant très lentement, et toute modification peut entrainer une destruction durable de ce patrimoine très sensible.